# 畢比峰
畢比峰（英語：Beeby Peak）是南極洲的山峰，座標77°15′S 166°54′E，位於羅斯島西北部，處於伯德山東北面4.4公里，海拔高度約1,400米（4,600英尺），由新西蘭地理委員會命名，現時由南極條約體系管理。